# CineEco - Festival Internacional de Cinema Ambiental da Serra da Estrela

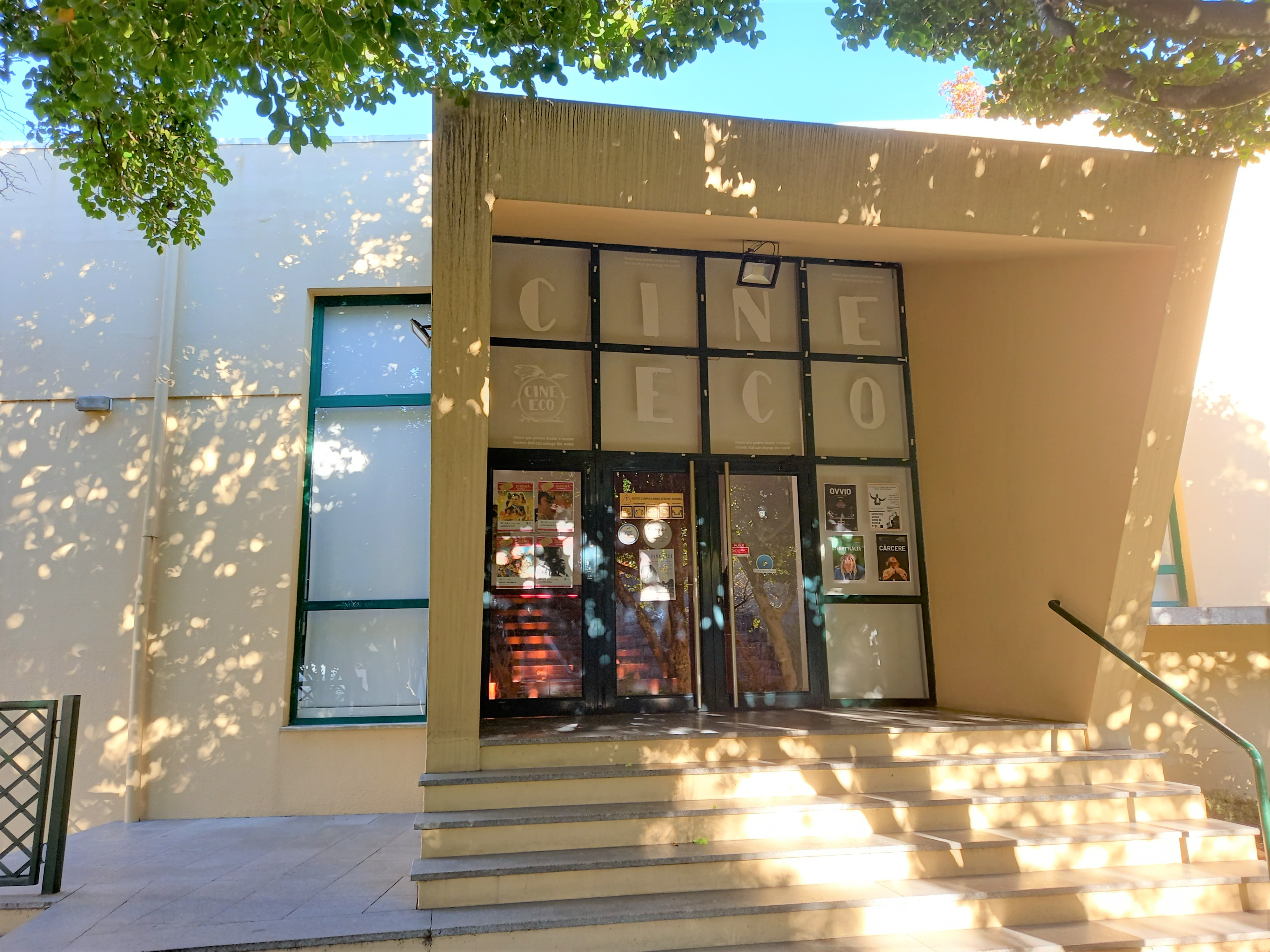
Casa Municipal da Cultura de Seia - CineEco

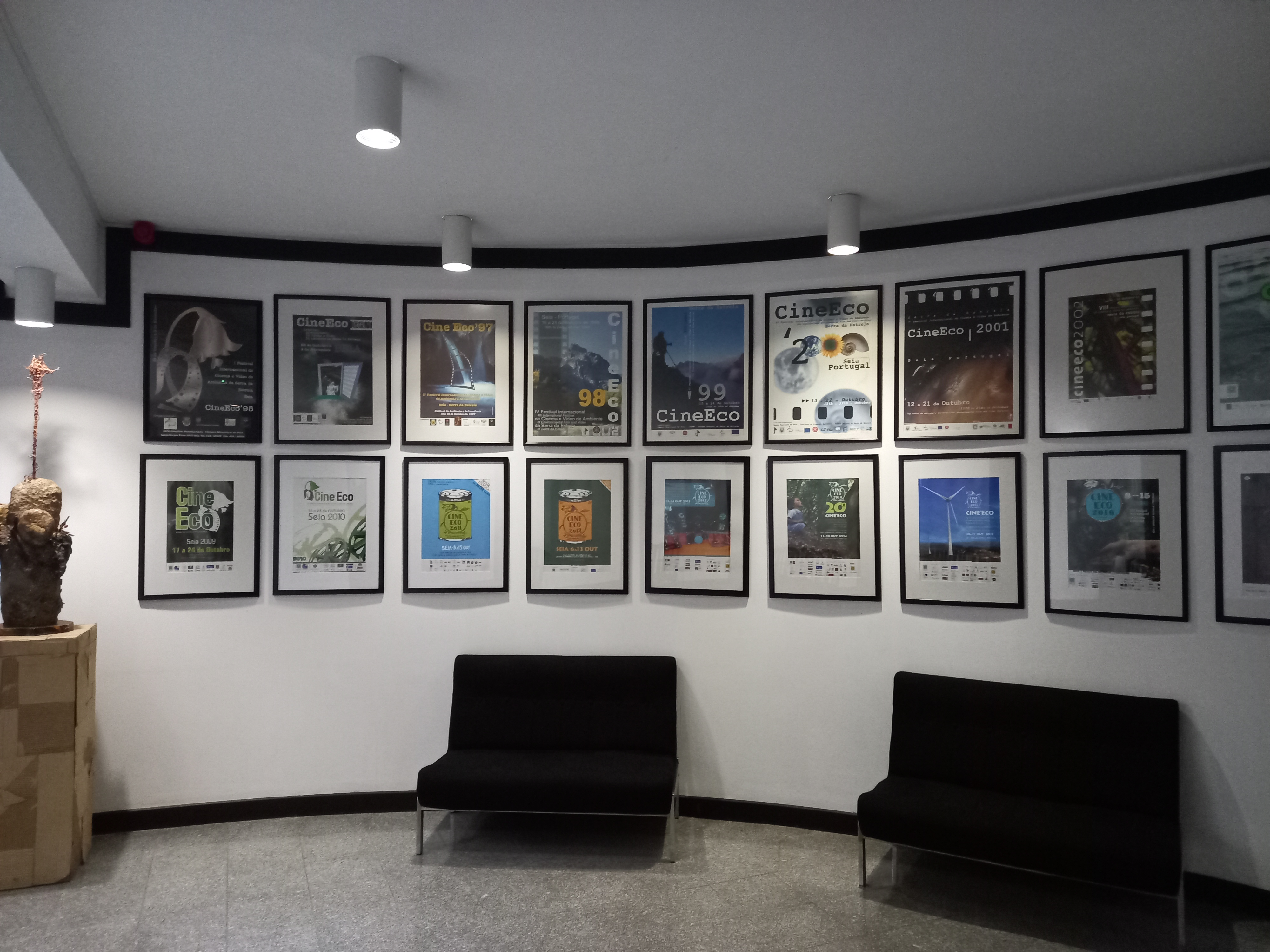
Posters de cada edição do CineEco - Festival Internacional de Cinema Ambiental da Serra da Estrela

O CineEco - Festival Internacional de Cinema Ambiental da Serra da Estrela (Seia, 1995), é um festival de cinema ambiental realizado em Seia, Portugal, anualmente desde 1995 pelo Município de Seia. É um dos fundadores da Rede de Cinema Verde (Green Film Network).

## História
Foi criado por Mário Branquinho, programador cultural, no quadro da Divisão Sociocultural do município de Seia.
Decorre em Outubro durante uma semana, nas instalações da Casa Municipal da Cultura de Seia.
Reúne anualmente as mais recentes produções nacionais e internacionais sobre questões ambientais. Dá uma primazia muito importante ao cinema português e tem uma vasta rede de extensões pelo país, que decorrem ao longo do ano, em mais de 50 cidades. Para além da articulação com os dois Agrupamentos de Escolas de Seia, para o incremento do Plano Nacional de Cinema, faz essa articulação com outras escolas e cineclubes portugueses.
Desde 1995 até 2010, o seu diretor artístico foi o realizador e crítico de cinema, Lauro António, que tinha como diretor executivo e membro da equipa de programação, Mário Branquinho. Em 2011, a 16ª edição contou com a direção técnica e programação da Zero em Comportamento, em articulação com a equipa de produção do município de Seia. Desde 2012 até à presente data, o seu diretor é Mário Branquinho, tendo sido programador de 2012 até 2019 o jornalista e crítico de Cinema, José Vieira Mendes. Atualmente a direção de programação é constituída por Tiago Alves, Bruno Manique e Ruben Sevivas.
O CineEco é um dos membros fundadores da Rede de Cinema Verde (Green Film Network), que reúne 40 festivais de cinema ambiental de todo o mundo.
O festival organizou em Seia em 2018 o 1º Fórum Internacional de Festivais de Cinema de ambiente de todo o mundo e em 2019 o 2º Fórum. Ainda em 2018 promoveu uma Mostra de Curtas sobre a Água no Fórum Mundial da Água em Brasília.
Outro ponto relevante no seu historial foi a organização do GFN Award em 2019, este elege , anualmente, a melhor longa e melhor curta metragem internacional de cinema ambiental.  Este prémio foi criado em 2014 e pretende contribuir para a exposição mundial das melhores obras cinematográficas ambientais. Já se realizou em Paris, Saragoça, Republica Dominicana, San Francisco, Toronto  e em 2019 em Seia, Portugal.

## Prémios do Festival
- Competição Internacional: Longas Metragens, Curtas Metragens;
- Séries e documentários de televisão;
- Competição lusófona: Longas Metragens, Curtas Metragens, Panorama Regional, ;
- Sessões especiais
- Panorama e panorama infantil

## Vencedores
- 26.ª edição: O Que Arde, de Oliver Laxe;